# Đơn vị Bubnoff
Đơn vị Bubnoff (viết tắt B) là đơn vị của tốc độ bằng 1 m / 106 a. Nói cách khác, 1 B bằng 1 mét trong 1.000.000 năm, 1 milimet trong 1.000 năm hoặc một micromet mỗi năm. Nó được định nghĩa vào năm 1969.
Đơn vị Bubnoff được sử dụng trong địa chất học để đo tốc độ hạ thấp bề mặt trái đất do xói mòn và được đặt theo tên của nhà địa chất người Nga (Đức-Baltic) Serge von Bubnoff (1888-1957). Tốc độ xói mòn 1 B cũng có nghĩa là 1 m³ của trái đất đang bị xóa khỏi khu vực 1 km² trong 1 năm. So với các hiện tượng hàng ngày, xói mòn trong hầu hết các trường hợp (không bao gồm các sự kiện nhanh như lở đất) là một quá trình cực kỳ chậm, cần phải có một đơn vị chuyên biệt cho nó. Ví dụ, tốc độ xói mòn trung bình hiện tại trên các vùng đất của Trái đất được ước tính là 30   B (30 m trong một triệu năm). Tuy nhiên, có sự khác biệt lớn trong khu vực về tốc độ xói mòn. Một ví dụ cực đoan, khu vực đầu nguồn của sông Semani ở Albania đang bị xói mòn với tốc độ gần 3000 B (3 milimet mỗi năm), con sông được ước tính vận chuyển khoảng 4600 tấn đất mỗi năm trên một km vuông trung bình trong lưu vực.
Đơn vị Bubnoff được giới thiệu vì mong muốn một đơn vị tiêu chuẩn thay thế vô số đơn vị đang sử dụng, chẳng hạn như feet mỗi năm, cm mỗi năm, mét mỗi thập kỷ, v.v. Một chỉ trích được đưa ra là khi giới thiệu đơn vị Bubnoff, tốc độ xói mòn sẽ trở nên khó hiểu bởi việc dùng một đơn vị mà không ai ngoài các chuyên gia hiểu được.